# Competència (política)
La competència, en l'àmbit de la política i el dret administratiu, són les facultats o potestats jurídiques sobre determinades matèries. La distribució i delimitació de competències entre els poders centrals i els regionals ha presentat moltes maneres de fer-la segons les experiències històriques i moltes complicacions pràctiques. Conceptualment és un fenomen de delimitació que es produeix en qualsevol estat on hi hagi divisió de poders i/o descentralització regional.
El concepte va aparèixer amb la Constitució dels Estats Units.
Friedrich, qui estudià diverses federacions, va comentar respecte el repartiment de les matèries entre els poders que era un "assumpte de conveniència" basada especialment amb criteris polítics que dona intents de resolució desiguals i que varien segons el temps, el lloc i la vida econòmica i social.
Muñoz Machado (1982, p. 317) comenta que hi ha competències assignades exclusivament a l'estat central que solen coincidir en els distints estats de manera quasi universal: les relacions internacionals, defensa i moneda.
Després de la Segona Guerra Mundial, s'han acumulat les competències en els poders centrals respecte les matèries d'ordenació econòmica i assumptes d'importància general.

## Definició
La definició jurídica de competència és problemàtic per no tindre uns contorns prou definits, sense que hi haja un acord unànime en els autors. Per tractar d'entendre el concepte i aproximar-se a una definició es defineixen els termes "matèria", "facultat" i "competència".
La matèria és el camp de la realitat objecte d'una disciplina normativa (legislació, reglaments, gestió o execució). Són exemples de matèries l'urbanisme, l'agricultura i la defensa. Són exemples de submatèries, la planificació urbanística i la contaminació acústica.
Les facultats (o potestats) són les actuacions públiques fetes respecte les matèries, cosa definida en el paràgraf anterior. Les facultats es corresponen amb els poders legislatiu, executiu i judicial. Així, es diferencien les facultats de caràcter legislatiu, executiu i judicial.
La competència en sentit estricte és "la projecció d'una determinada facultat sobre una concreta (sub)matèria".

## Tipus de competències
Les competències es poden classificar en:
- Competències exclusives: malgrat que totes les competències en sí són exclusives,[7] quan es parla de competència exclusiva es refereix a la facultat legislativa per a regular determinada matèria de manera completa.[8]
- Competències concurrents: és quan distints legisladors estan habilitats per a legislar respecte a una mateixa matèria amb idèntic abast.[9]
- Competències compartides: és el repartiment a un nivell bàsic i altre de desenvolupament entre legisladors de diferents nivells del poder estatal. S'empra una normativa bàsica i una altra de desenvolupament, cadascuna provenint de distints legisladors.[10]
- Competències transversals o horitzontals: són competències que afecten a una matèria amb límits molt difusos. Un exemple és la matèria en igualtat.[11]
- Competències funcionals o per objectius: són competències determinades perquè estan orientades a fer complir un objectiu.[12]

## Tècniques de distribució de competències
En la distribució de competències se solen referir a les legislatives, quedant-se sovint les competències executives o administratives els territoris regionals amb autonomia.

### Sistema de llista
S'estableixen en llistes les competències, recurs molt comú. Exemples són:
- Constitució dels Estats Units: establí una única llista (art. 1, secc. 8).[5] És considerada la norma model en aquest sistema.[14]
- Constitució suïssa de 1874, també establí una llista única (art. 85).
- British North America Act de 1867 establí per al Canadà dos llistes (arts. 91, 92 i 94).
- Constitució imperial alemanya de 1871
- Constitució de Weimar de 1919
- Constitució austríaca de 1920: sistema de tres llistes.
- Constitució espanyola de 1931
- Constitució alemanya de 1949[15]
- Constitució italiana de 1947: estableix una única llista.[14]

### Clàusules generals i competències residuals
Davant el repartiment entre competències legislatives i executives, es presenta el sistema de clàusules residuals. Així, s'estableix mitjançant, per exemple, sistema de llistes o d'atribució, les competències executives de l'estat central, i s'estableix en termes generals les competèncie executives de les regions. Així, conviuen declaracions generals de competència amb clàusules residuals.

### Exclusivitat, concurrència i compartició
Davant la dificultat de designar matèries que no impliquen a altres, s'estableixen de manera plena (o exclusiva), de manera compartida (repartint la matèria) i de manera concurrent (quan es reparteix la funció, no la matèria).
Un exemple de concurrència és quan s'estableix la competència per a una legislació bàsica i una altra per a la legislació que desenvolupa. Les competències concurrents són anomenades competències paral·leles a la doctrina suïssa.

### Delegació i vigilància
Les tècniques de delegació i vigilància funcionen per a complementar la tècnica de llistes. La tècnica de la delegació consisteix, per exemple, que un estat central delege a una regió una competència que és exclusiva d'aquest primer. Quan es fa açò, és normal que estiga acompanyat d'un poder especial de vigilància i control sobre l'ús de les competències delegades.

## Maneres de resolució de conflictes normatius de competència
Per a tractar de resoldre els conflictes normatius de competència hi ha diverses experiències.
Als Estats Units, es segueix el principi de prevalença (en cas de conflicte, preval el dret emanat d'un dels nivells del poder estatal). Mentre que en la Constitució austríaca de 1920 es seguí el principi de competència (determinar qui s'extralimita). Aquests principis difícilment poden conviure.
Diversos autors, com Hans Kelsen i Arroyo Gil, critiquen negativament l'ús del principi de prevalència perquè consideren que no deixa marge per a la competència.